# Musculus quadratus plantae
Der Musculus quadratus plantae (lat. für „Sohlenviereckmuskel“) liegt im Bereich der Unterseite des Fußes zwischen Fußskelett und des Musculus flexor digitorum brevis („kurzer Zehenbeuger“). Er entspringt an der Plantarfläche des Fersenbeines (Calcaneus). Der Musculus quadratus plantae setzt an der Sehne des langen Zehenbeugers (Musculus flexor digitorum longus) an, kurz bevor diese sich in die Teilsehnen auffächert. Über diese Sehne setzt er an den Basen der Endglieder der zweiten bis fünften Zehe an.
Der Muskel ändert die Zugrichtung der Sehnen des Musculus flexor digitorum longus.